# パラドクス・ブルー
『パラドクス・ブルー』（PARADOX BLUE）は、中西達郎×niniによる日本の漫画作品。中西達郎が原作、niniが作画を担当している。

## 作品概要
『月刊コミックブレイド』（マッグガーデン）2008年12月号（2008年10月発売）より連載開始し、2011年1月号にて連載終了。原作者の中西は本業が漫画家で、本作以前にも『コミックブレイド』誌上において『ドリムゴード〜Knights in the Dark City〜』『CROWN』の2作を連載していた経験があり、自分以外の絵師と組んで作品を発表するのは初。また作画担当のniniも、本作の前には自身の作品『DRAGON SISTER! -三國志 百花繚乱-』を『コミックブレイド』にて連載していた。
現代風の日本を舞台としたファンタジー漫画だが、パズルやクイズ、推理といった謎解き要素を内容に取り入れており、作品ジャンルを「ミステリークイズ×学園ファンタジー」「体感型ミステリークイズコミック」とも称している。またゲームブック風の選択肢が出てくることもあるが、こちらはあくまでも演出の域に留まっている。略称は「パラブル」。
2008年12月号～2010年5月号連載分（単行本1巻～4巻前半収録分）を第一部と定義し、2010年6月号～2011年1月号連載分（単行本4巻後半～5巻収録分）を『逆襲編』（実質の第二部）と銘打っている。なお、逆襲編の誌上における連載タイトル名は『パラドクス・ブルーII』。
誌上では本編の後に1ページコーナー『PXP（PARADOX PARADISE）』が設けられ、キャラクター達が座談会形式で本編や設定の解説をしたり、読者へ向けて試練が出題され解けば裏設定が判明する仕掛けとなっているなどおまけ要素が充実している。特設サイト『PARADOX BLUE ONLINE』も設置され、本編とリンクしたWeb小説『アルセウスの冒険』が連載されている。なおWeb上でも独自にPXPのコーナーがあるが、見ることができるのは最終更新分のみで過去ログは読めない。

## あらすじ
1993年10月2日、ドイツの片田舎に超常的存在『天使』が降臨する。天使は人々に試練（パラドクス）を課した。それはパズルだったり暗号だったり、とにかく一筋縄ではいかない難問揃いだったが、人々は知恵を出し合って下された試練を攻略する。すると天使は人間に天恵（メダル）を与えた。それは人間の力では叶わぬ奇跡。その後も人類は数回に渡り天使の試練を乗り越えることで天恵を授かっていた。だが1994年1月1日、イギリスの地方都市に降臨した天使の試練を人類は初めて失敗。合格すれば天恵、しかし失格した時に天使から与えられるのは天罰（ペナルティ）。すなわち虐殺である。こうしてたった一日にして地方都市は壊滅。人類はこのときようやく天使の脅威を、自分たちがどれだけ危険な綱渡りをしていたのかを思い知ることとなった。
それから15年。相変わらず天使との戦いに明け暮れる中、青葉市において幾度目かの天使の降臨。市民はシェルターへ逃げ込み、警察や国防軍が天使への対応に追われる中、5人の少年少女が試練の攻略に乗り出す。
彼らこそ青葉市にある学園『A校』に通う生徒会のメンバーたちであった。

## 登場人物

### A校生徒会
姫川 ブルー・クリスティア（ひめかわ ブルー・クリスティア）
本編の主人公（ただし第一部ではヒロイン扱い）。日本人と英国人のハーフで、高等部の1年生ながらA校生徒会会長。愛称はクリス。『姫』。
金髪に紫の瞳の可憐で愛らしい容姿で、性格は明るく好奇心旺盛で行動的、日々学園のために奔走する頑張り屋だが努力が空回りしてしまうタイプで、生徒達からの評判はあまりよくない。
A校に入学する以前はずっと“冬の城”という施設に幽閉されていた経歴から、年齢に対して若干精神が幼く世間知らずなところもある。しかし責任感は強く、試練攻略時には先陣を切って真っ向から立ち向かう。
蒼十郎の視点で展開した第一部では殊更に純朴な性格として描かれていたが、彼女自身の視点で展開する逆襲編では苛烈で狡猾な一面も持ち合わせてることが判明した。
「クリスティア」は実際には母の名であり、親から名付けられた本来の姓名は「姫川アリスティア」という。彼女を“冬の城”に幽閉した叔父が姉の姿を重ねてクリスティアと呼ぶようになった。
聖 蒼十郎（ひじり そうじゅうろう）
『魔法使い』の異名を持つ、第一部における主人公。A校高等部2年生で、生徒会では正式な役職はなく見習い扱い。
性格は穏やかだが臆病で、荒事からは極力遠ざかろうとするが環境がそれを許してくれず、下級生からカツアゲをされそうになっても強く抵抗できないなどから周囲からはヘタレ扱いされている。
しかし頭脳は優秀で、特に発想力や想像力に抜きんでている。天使の試練を攻略するにあたって生徒会の中で要となる人物。
多くの天使を攻略していくが、皮肉なことに自身が天使イザナミエルに寄生されていた（本人にその自覚はない）。
恐怖やストレスの負荷が許容量を超えると手足の震えや嘔吐感に苛まれ行動不能になり、時には気を失ってしまうことも。これはイザナミエルによって無意識下でストレスや幻覚をかけられていた（“恐怖の枷”と呼ばれる）ためで、酷いときには生命状態も危ぶまれる。
実は幼い頃に愛と親密な関係にあったが、ある事件に巻き込まれて記憶喪失となる。記憶を失う直前のトラウマからクラリスに対して密かに拒否反応を示していたが本編終盤、共鳴のルビーを破壊した事によって解放された。
神堂 竜也（しんどう たつや） / アルセウス・GT・エクスカリバー
A校高等部3年生で、生徒会副会長。『百面相』の異名を持つ。
オレンジがかった長髪に甘いマスクを持つ美形。性格は極めて軟派で軽薄、女性とみれば片っ端から声をかける女たらし。しかし交友関係は広いため幅広い年代の友人がおり、顔も広い。
その異名のとおり変装が得意で、子供や人外以外ならばあらゆる姿に変装可能。また優れた身体能力と潜入能力があり、試練攻略に必要な情報収集において多大に貢献する。
実は神堂竜也という名と容姿は偽りのものであり、A校に来る前はアルセウス・GT・エクスカリバーと名乗っていた。ただしエクスカリバーというのは“機関”（後述）における階級であるため、正式なフルネームではない。
あまりにも天使の正体や機関の内情に詳しすぎるという謎多き人物。フランス出身。
後に生徒会のメンバーに加わったクラリスにストーカーじみたアプローチをかけていたが、その真意は追っ手から彼女を守る為であった。天使事件が全て解決した後、クラリスと共にA校を卒業するが、たまに生徒会に姿を見せている。
九条 愛（くじょう あい）
A校高等部2年生で、生徒会会計 兼 書記 兼 風紀委員長。『鬼神』の異名を持つ。蒼十郎や鉄雄とは同じクラス。
短髪で眼鏡がトレードマークの頭脳明晰な美少女。仕事狂で生徒会の事務仕事は実質彼女一人で全てをこなしている。ただ、仕事に没頭している間はそれを片付けることが最優先事項であり、その間近くで事件が起きようが天使が横を通り過ぎようが意に介さないマイペースな人物。
彼女が生まれた九条家は国内屈指の名家であり、彼女の美貌と家柄に惹かれるものは男女の区別なく後を絶たない。だが本人はごく少数を除いて徹底的に他人に感心がなく、むしろ自分から他人を拒絶している節すらある。ただし鉄雄とは犬猿の仲で頻繁に言い争う姿が見られ、彼相手には時に自分から喧嘩を売る場合もある。
蒼十郎とは幼馴染だったが、親しかった彼がある日突然行方不明となり、戻ってきた後も記憶を喪失していたことから自身の存在を否定され、絶望してしまう。彼を守ることが出来なかった悲しみが他人に心を閉ざすきっかけとなってしまった。
『鬼神の雷（トールハンマー）』という必殺技を持つ。基本は3回転ソバットだが、様々なバリエーションも存在する。
逆襲編にて、黒幕に他人のPストーンを植え付けられ天使オリヒエルに変貌してしまうが、クリスティアが試練をクリアした事によって元に戻る。
鋼田 鉄雄（こうだ てつお）
A校高等部2年生で、生徒会書記 兼 応援団長。『鉄人』の異名を持つ。蒼十郎や愛とは同じクラス。
赤毛で大柄、鋼鉄の肉体と賞される屈強な身体を持ち、喧嘩では負け知らず。素行が悪く学園内では不良のレッテルを貼られているが、精神年齢が高く面倒見は良いため、同じはみ出し者達からは広く慕われている。また学園内では彼を番長と呼んだり、兄貴分と祭り上げる鉄雄団なる愚連隊を結成する者達もいるが、鉄雄自身はどちらも存在を認めていない。
高い身体能力と戦闘能力を誇り、生徒会内では肉体労働担当。しかし本作が謎解きに主眼を置かれている作風のため、頭脳派ではない彼が活躍出来る場面は限られており、原作者自身からも「不遇」と言われる。
イベントや天使の試練で自分の出番がないと見るとさっさと表舞台から下がって昼寝してしまうなど、面倒と思う事への参加は消極的。しかし父・鉄心や生徒会仲間の愛など、反目する相手からの挑発にはムキになることもある。
EXTRA Stage.4『アイアンコンビネーション』（4巻収録）ではジャンヌ・フォルナレフと共にEXプレイヤーとしても登場する。
クラリス・アメノムラクモ / イザナミ・アメノムラクモ
第一部では「イザナミ・アメノムラクモ」と言う名前で18歳という若き国際天使対策機関所長を務めていた。『全能者（ソウルドライバー）』の異名を持ち、あらゆる天使降臨事件の解決と全容解明を使命としており、非常に優れた頭脳をもって天使の試練を攻略する。知識においては蒼十郎や愛をも上回る頭脳派。ときに生徒会の活躍を見守り、ときに敵対する。アルセウスとは何らかの因縁があるようだ。
逆襲編が開始してすぐ、記憶喪失となって神堂に拾われ「クラリス」の名を与えられた後、A校高等部3年生に編入して生徒会入りすることとなった。
「クラリス」の名を与えられてからは性格は非常に前向きになり、なせばなるの精神で過ぎたことは振り返らない。自身の記憶喪失さえ仕方のないことと割り切り、あっという間に生徒会のメンバーとして馴染んでいく。非常に大食らい。
可愛い子が好みで生徒会のメンバーたちに性別を問わずアプローチをかける。夢は蒼十郎・クリス・愛・鉄雄と組み合わせのパターンを変えてダブルデートをすることと語る。神堂だけは毛嫌いしていたが、実は自分を操っていた黒幕の追っ手から守られている事を知り、態度を軟化させる。天使事件が全て解決した後は、神堂と共にA校を卒業するが、たまに生徒会に姿を見せている。
長い金髪をお下げに結った美少女。その容姿はイザナミエルと瓜二つである。
福士あやこ（ふくし あやこ）
最終回で登場した生徒会の新メンバーの1人である女子生徒。クリスティアを「お姉様」と呼ぶ。
村瀬カズミ（むらせ かずみ）
最終回で登場した生徒会の新メンバーの1人である男子生徒。クール系でクリスティアを「ボス」と呼ぶ。

### その他主要人物
鋼田 鉄心（こうだ てっしん）
本庁天使課に勤める刑事で、階級は警部。42歳。鋼田鉄雄の父。
面倒見が良く部下からは慕われるが、上層部からは反抗的な態度を取ることが多いために疎まれている。
ずば抜けた腕力と戦闘力を誇り、彼の放つ鉄拳は岩をも砕く破壊力があるという。PXP上で、総合的な戦闘能力では作中最強であることが明かされた。
息子とは仲が悪く、顔を合わせる度に殴り合いの喧嘩となっている。
大空 美鈴（おおぞら みすず）
A校の校長を務める25歳の女性。また、クリスティアの義母。
生徒達を一人前に育てるという強固な信念を持つが、そのためには一切手段を選ばず、体罰厳禁の風潮を鼻で笑うかのように鉄拳制裁も辞さない。その苛烈さゆえ優等生からも不良からも女帝として崇められている。愛が尊敬する唯一の教師。
冬の城から解放されたクリスティアを養女として引き取り面倒を見ているが、非常に過保護。自分のことをたとえ校内であろうとも校長ではなく「ママ」と呼ぶことを強要する。
校長職の他にもデザイン事務所を構えたり、機関とも取引するなど、活動範囲は一介の教師に留まらない。
九条 真奈（くじょう まな）
国内屈指の名家・九条家の現当主であり、九条愛の母。34歳。
童顔で常に穏やかな笑みを湛えているが、その手腕は泣く子もショック死する“獄炎鬼”と言われ、機関でさえ彼女の動向には気を払うほど。
何故か娘からは嫌われているが、理由は不明。
イザナミエル
本作のナビゲーターであり、最高位の天使。また物語の最終ボスでもある。レオタードに身を包み仮面とシルクハットを被った少女の容姿をしている。
蒼十郎の頭の中に寄生しているため、彼以外の人間からはその存在を認識されていない。（同じ天使とは対面することが可能）
彼女がコマを通して読者に語りかけることで、読者自身も作品に参加しているのだという気分を味わわせるのに一役買っている。

### EXプレイヤーズ
単行本の巻末に収録されたEXTRA Stageに登場するキャラクター。本編とは別の場所・時間軸で天使を攻略していた者達である（という設定で、試練を解くのは読者自身）。後に本編にも登場し、生徒会と関わりを持つことになる。
アーサー・ワトソン
EXTRA Stage.1『ロンドン・デイズ』（1巻収録）で初登場。
名探偵になることを夢見る明るく熱血漢の少年。大の日本通である。14歳。
幼馴染のフローレンスを助手として連れ回し、探偵ごっこに興じている。勉強熱心ではあるが空回り気味で優秀とは言い難く、むしろ身体能力で優れたポテンシャルを発揮する。
フローレンスのことが気になって仕方がないのだが、色恋沙汰に疎いため自身の感情やフローレンスから向けられる気持ちを理解できていない。
フローレンス・ホームズ
EXTRA Stage.1『ロンドン・デイズ』で初登場。
アーサーに付き従う14歳の少女。アーサーは助手として接するが彼女自身はアーサーの妻を自称する。
生来身体が弱く、その身は病に蝕まれており、余命は短い。
極めて優秀な頭脳を有し（PXPにおいて登場人物でもっとも高い知能を持つことが明かされている）、鋭い推理力を発揮するが、彼女はあくまでアーサーの助手という立場に徹している。
小林 賢五郎（こばやし けんごろう）
EXTRA Stage.2『小林少年道中記』（2巻収録）で初登場。
放浪癖のある若き小説家。14歳。小学校6年生の頃に文壇デビューを果たして以降、出す本全て売り上げが20万部を下らないヒットメーカーだが、自身は小説家の自覚に乏しく、音信不通であることも多いため、編集者の頭を悩ませている。ペンネームは小林少年。
性格は非常にマイペース、精神年齢が高いというよりは老成している。
雑学に詳しく、また身体能力も高いという万能型。
ジャンヌ・フォルナレフ
EXTRA Stage.3『ジャンヌ様燃ゆる!!』（3巻収録）で初登場。
フランス天使対策機関第二室長。19歳。凛とした美貌、清らかな心の持ち主で正義感も非常に強い。勇ましい性格だが心優しい面もあり、休日には孤児院で子供達の世話をしている。また、自分自身と対決した天使・アオヒゲルを使役している。
知力体力ともに優れ、高い捜査能力を誇るも、若干頑固で頭に血が上りやすいのが玉に瑕。短気ゆえにドジを踏むことも多い。
上層部の命を受け、天使対策について協議するため日本警察に出向してきた。警察内では鉄心の部下という扱い。

### Web小説『アルセウスの冒険』の登場人物
アルセウス・エクスカリバー
小説における主人公で、国際天使対策機関のエージェント。機関に入る前は盗賊を生業に世界を放浪していた。
空色の髪に赤色の目をした少年。A校生徒会の神堂竜也のかつての姿。
「エクスカリバー」は、機関において最も優秀なエージェントのみが就くことの出来る最高位の階級である。
ブルー・バルムンク
機関に所属する科学者。24歳。性格は温厚で、子供っぽさも残す長身の青年。
「バルムンク」はエクスカリバーより2ランク下の階級。
神堂 明菜（シンドウ アキナ）
国際天使対策機関のエージェント。階級はエクスカリバーより1つ下の「ティルヴィング」。
20代前半で黒髪長身の美女。アルセウスの同僚であり、優秀なエージェントである。
アルセウスに対し、友情の一言では表現しきれないほど親密で献身的な態度を見せる。
氷室 竜也（ヒムロ タツヤ）
国際天使対策機関のエージェント。階級はティルヴィング。
30代前半でスキンヘッドの巨漢。アキナと同様にアルセウスの同僚であり、友人。
義理堅く律儀な性格だが、直情型であるためおちょくられやすい。
クラリス・クラストキー
機関の所長。17歳という若年ながら、突出した行動力と判断力で機関の頂点に君臨した。
赤い髪に金色の瞳、童顔の割りに目つきの鋭い美少女。アルセウスと交際している。ヤンデレ。
イザナミ・アメノムラクモ
イザナミ・アメノムラクモの項目を参照。

## 用語
天使
1993年より地上に降臨し始めた超常的存在。人間に様々な試練を課し、成功すれば天恵、失敗すれば天罰を与える。形態は大型から小型まで様々で、試練の内容も天使によって大きく異なる。
国際天使対策機関
国連直属の対天使対策機関。各国における天使対策機関の頂点。要請に応じてあらゆる国の天使災害の解決に乗り出すが、手段は選ばない横暴な部分もある。
A校
主人公達が通う小中高一貫の国立校。広大な敷地と他校にはない様々な施設・設備がある。本編で出てくるのはA校という通称のみだが、4巻収録の年表により正式名称が「国立栄光学園」であることが判明した。
生徒会
主人公達が所属する学生組織。クリスティアと神堂が復活させるまでは壊滅状態にあった。本来は学生達による選挙で役員が決められるが、信任投票によって正式に就任したのはクリスティアと神堂のみで、他の者達はスカウトによって集められた。
青葉市
物語の主な舞台となる都市。どの都道府県に属するかは表記されていない。
主人公達が暮らす地であり、彼らが通うA校もこの市に置かれている。
新京都シティ
正式名称「京都府天使対策特別区域」。青葉市に続く物語第二の舞台となる。
15年前にイギリスの地方都市が壊滅した事件を教訓に都市が一つ丸々新造された。日本における天使対策機関の総本山。国際天使対策機関の総本部もこの都市にある。
本編ではA校の修学旅行先として初めて登場。アルセウスの冒険の舞台でもあり、またA校の姉妹校があったり鋼田鉄雄がかつてこの地に暮らしていたなど、青葉市とは遠く離れた場所でありながらA校生徒会とは何かと縁がある。
PXストーン
天使攻略の際に入手できる、特殊な効力を持つ石。使い方次第で天使の試練を攻略するのに役立てることができる。いくつか種類がありナンバリングもされているが、本編に登場しているのはその内の一部。
- ナンバー3『共鳴のサファイア』:この石を持つ物は共鳴のルビーを持つ者と交信することができる。交信可能距離は無限大で、更に持ち主の思念次第で断絶された空間や世界でも交信可能である。Stage.01終了後に姫川ブルー・クリスティアが入手。
- ナンバー4『共鳴のルビー』:この石を持つ物は共鳴のサファイアを持つ者と交信することができる。交信可能距離は無限大で、更に持ち主の思念次第で断絶された空間や世界でも交信可能である。このPXストーンが物語で最も重要なキーとなる。
- ナンバー15『怒りの黒曜石』:この石を持つ者の攻撃力を最大700パーセントまで高めることが可能。物語開始当初から神堂竜也が所有していたが、後に鋼田鉄雄に譲渡される。
- ナンバー21『愛しのエメラルド』:この石を持っていれば他者の持つPXストーンの情報を把握することが可能である。Stage.02終了後に九条愛が入手。
- ナンバー24『正義のカーネリアン』:この石を持つ者は不死身の肉体を手に入れる。ただし手放した時点でその不死性は失われる。Stage.03終了後に神堂が入手するが、後にクリスティアに譲渡される。
- ナンバー40『絆のダイアモンド』:この石を持つ者は一定時間姿を消すことが可能となる。Stage04終了後に入手したが所有者は不明。
- ナンバー55『黒羽のガーネット』:この石を持つ者は、この石を生み出した者の記憶を受け継ぐことが出来る。その記憶における重要ポイントは黒い羽でマーキングされる。逆襲編Stage Final挑戦中にクリスティアが入手。
- ナンバー不明『嘆きのアレキサンドライト』:この石を持つ者は半径3キロメートル以内で瞬間移動が可能。その際、天使が作り出した亜空間にも突入することができる。イザナミ・アメノムラクモが初登場時から所有している。
- ナンバー不明『嘆きの玄武石』:効力不明。Stage Final挑戦中に九条愛が入手。

P（パーソナル）ストーン
人間の魂の結晶であり、天使の試練において精製される“魂のセーブデータ”。その中でも純度が高く固有の能力を持つに至った物がPXストーンと呼ばれるようになる。本編で確認できる登場キャラクター固有のPストーンは2つ。
- 『闘志のカーネリアン』:鋼田鉄雄のPストーン。天使に対して一定時間直接攻撃が可能になる。
- 『慈愛のダイアモンド』:九条愛のPストーン。天使の攻撃を一定時間無効化できる。

## その他
- 単行本2巻～4巻のカバー下には、本編を劇中劇と位置づけた書き下ろしの短編小説『パラドクス・ブルー危険領域　俯瞰パラドクス・ブルー』を収録。登場人物はパラドクス・ブルーの読者である高校生・榊コウタロウと、その幼馴染の日比野アカリと加賀マサヒコ、天使イザナミエルの4人。
- 単行本1巻発売時に、EXTRA Stage『ロンドン・デイズ』の試練を攻略して応募すると正解者の中から抽選で66名に原作者書き下ろし小説をプレゼントするというキャンペーンを行っていた（2009年6月に応募を締め切っている）。小説のタイトルは『フローレンスの日記』で、内容はフローレンス・ホームズを主人公にアーサー・ワトソンとの交流を描いた青春小説。
- 2巻のEXTRA Stage『小林少年道中記』でのキャンペーン内容は、正解した応募者全員に追加試練付きのポストカードと、抽選で1名に作品登場権をプレゼント（2009年11月応募締め切り）。
- 3巻のEXTRA Stage『ジャンヌ様燃ゆる!!』では正解した応募者から抽選で100名に追加試練付きポストカードをプレゼント（2010年3月応募締め切り）。ちなみに4巻にはEXTRA Stage自体はあるがプレゼントキャンペーンは実施されていない。
- 5巻では完結記念プレミアム企画として、応募者全員サービスで原作者書き下ろし小説をプレゼント予定（応募締め切り2011年4月10日必着、1000円分の切手が必要）。
- マッグガーデンがコミックマーケット向けに発行している『コミックブレイド海賊本』のVol.VII～IXに、各2ページずつの番外編が掲載されている。特にIXに収録の『その後のパラドクス・ブルー』は、コメディ仕立てながら最終回より数年後の生徒会メンバーの姿が見られる貴重なものとなっている。

## 単行本
1. （2009年4月10日発売） ISBN 978-4-86127-618-7
2. （2009年9月10日発売） ISBN 978-4-86127-650-7
3. （2010年2月10日発売） ISBN 978-4-86127-698-9
4. （2010年8月10日発売） ISBN 978-4-86127-756-6
5. （2011年2月10日発売） ISBN 978-4-86127-820-4